# 神後田遺跡
神後田遺跡（じごでいせき）は島根県松江市に位置する弥生時代および中世・近世の複合遺跡。「田和山・神後田遺跡」の名称で、田和山遺跡とともに国の史跡に指定されている。

## 概要
神後田遺跡は、2017年に宅地造成事業の計画にともなう遺跡分布調査によって発見された。遺跡が確認されたため、2017年から2020年にかけて5次にわたる発掘調査が実施され、その結果弥生時代前期の環濠などが検出された。神後田遺跡は500メートル南方に位置する田和山遺跡と有機的な関係を有するとして、史跡「田和山遺跡」に追加指定し名称を「田和山・神後田遺跡」に変更することが決定された。

## 各時代の遺構・遺物

### 弥生時代
弥生時代前期末から中期初頭の環濠がめぐり、一部に環濠の掘り直しが認められる。環濠内には前期の遺構としてはピット（SP25）、土坑（SK06）が存在し、また削平が進んでいるため検出されなかったものの元来は前期の建物が存在していた可能性もある。環濠外部には前期の溝（SD36）のほかピットや土坑が存在した。
田和山遺跡でもまた前期末から中期初頭ごろに一重の環濠を掘っている。両者とも環濠の形態は「環濠空閑地」であり、性格の似た2遺跡が高低差をもって並立していたことになる。しかし中期中葉から後葉の神後田遺跡は空白期となり、機能を集約させた田和山遺跡が環濠の規模を拡大させる。
環濠埋没後の遺構としては、環濠と切り合っている竪穴建物（SI50）、後期前葉の土器を出土する竪穴建物（SI49）が存在する。SI49では複数の炉が検出され、鉄ヤリガンナ、鉄片が出土したことから、やや根拠資料は不足するものの鍛冶製作遺構の可能性も指摘されている。

### 古代
柱穴列（SA114）から須恵器が出土している。周辺には小規模なピット（SP08など）、不明遺構（SX56）が存在する。

### 中世・近世
丘陵東側を方形にめぐる大溝が検出された。近世の遺物が出土しているものの、中世の居館に関連する遺構に類似しており、また当地が中世尼子氏の合戦場であったとの言い伝えもあるためこれに関連する遺構の可能性もある。

## 文化財指定
国指定史跡
- 田和山・神後田遺跡 - 2001年8月13日指定、2022年3月15日追加指定[10][11]
指定基準：一．貝塚、集落跡、古墳その他この類の遺跡[10]